# Шоміково
Шо́міково (рос. Шомиково, чув. Шомик) — присілок у Чувашії Російської Федерації, у складі Кадікасинського сільського поселення Моргауського району.
Населення — 795 осіб (2010; 775 в 2002, 874 в 1979; 230 в 1939, 210 в 1926, 196 в 1906, 93 1858).

## Історія
Утворився як виселок присілку Перша Кінярська (Анат-Кіняри). До 1866 року селяни мали статус державних, займались землеробством, тваринництвом, рибальством, бурлацтвом, лісозаготівлею, виробництвом одягу. 1899 року відкрито парафіяльну школу (у присілку Пошкари). 1928 року утворено колгосп «Колос». До 1920 року присілок перебував у складі Туруновської волості Чебоксарського повіту, потім Сюндирської волості Козьмодемьянського, до 1927 року — Чебоксарського повіту. 1927 року присілок переданий до складу Татаркасинського району, 1939 року — до складу Сундирського, 1962 року — до складу Чебоксарського, 1964 року — до складу Моргауського району. 1963 року було приєднано присілки Пошкари та Торіково.

## Господарство
У присілку діють школа, клуб, бібліотека, психоневрологічний інтернат, 2 магазини та кафе.